# Myriotrema albocinctum
Myriotrema albocinctum är en lavart som beskrevs av Hale 1981. Myriotrema albocinctum ingår i släktet Myriotrema och familjen Thelotremataceae.   Inga underarter finns listade i Catalogue of Life.